# Operatie Airthief
Operatie Airthief was de codenaam voor een nooit uitgevoerd Brits plan tijdens de Tweede Wereldoorlog.

## Geschiedenis
In augustus 1942 opperden de Britten het plan om twee commando's in een kano Het Kanaal naar Frankrijk te laten oversteken. Aangekomen in Frankrijk zouden de twee commando's naar een nabijgelegen vliegveld gaan, aldaar het Duitse jachtvliegtuig Focke-Wulf Fw 190A stelen en daarmee naar Engeland terug te vliegen. Het plan ging vanwege het grote risico voor de commando's niet door.